# Betty T. Bennett
Betty T. Bennett (* 28. März 1935 als Betty Edelman in Brooklyn; † 12. August 2006 in Washington, D.C.) war eine US-amerikanische Literaturwissenschaftlerin und Dekanin der American University. Sie ist vor allem als Expertin des Werkes und Lebens von Mary Shelley bekannt geworden.
Betty T. Bennett wurde in Brooklyn, New York geboren. Sie studierte am Brooklyn College und schloss mit magna cum laude ab. 1962 erwarb sie den Master und 1970 promovierte sie in Englischer und Amerikanischer Literatur an der New York University. Von 1979 bis 1985 lehrte sie am Pratt Institute. 
Bennett ist vor allem als Expertin des Werkes und Lebens von Mary Shelley und ihres Kreises bekannt geworden. Zu Bennetts besonders herausragenden Arbeiten gehörte die Herausgabe der drei Bände The Letters of Mary Wollstonecraft Shelley von 1980 bis 1988. In einer Kritik anlässlich des Erscheinens des letzten Bandes, bezeichnete Brian Aldiss dies als eine Meilenstein der Literaturwissenschaft. Die drei Bände enthalten 1.300 Briefe, von denen 500 nie zuvor publiziert wurden. Die letzten Jahre vor ihrem Tod arbeitete Bennett an einer Biografie über Mary Shelley.
Sie starb im Sibley Memorial Hospital in Washington, D.C. an Lungenkrebs.

## Werk (Auswahl)
- British war poetry in the age of romanticism, 1793–1815 (1976)
- The Evidence of the imagination : studies of interactions between life and art in English romantic literature (1978)
- The letters of Mary Wollstonecraft Shelley (1980–1988)
- The Mary Shelley reader : containing Frankenstein, Mathilda, tales and stories, essays and reviews, and letters (1990)
- Mary Diana Dods, a gentleman and a scholar (1991)
- Mythological dramas : Proserpine and Midas / Mary Wollstonecraft Shelley (1992)
- Selected letters of Mary Wollstonecraft Shelley (1995)
- Shelley : poet and legislator of the world (1996)
- Mary Wollstonecraft Shelley : an introduction (1998)
- Lives of the great romantics III : Godwin, Wollstonecraft, and Mary Shelley by their contemporaries (1999)
- Mary Shelley in her times (2000)

## Belege
1. ↑  theguardian.com: Betty Bennett - Discovering the real Mary Shelley
2. ↑  Webpage der American University zu Betty T. Bennett im Internet Archive
3. ↑  washingtonpost.com: AU Dean, Professor Betty Bennett, 71

| Personendaten    | Personendaten                               |
| ---------------- | ------------------------------------------- |
| NAME             | Bennett, Betty T.                           |
| KURZBESCHREIBUNG | US-amerikanische Literaturwissenschaftlerin |
| GEBURTSDATUM     | 28. März 1935                               |
| GEBURTSORT       | Brooklyn                                    |
| STERBEDATUM      | 12. August 2006                             |
| STERBEORT        | Washington, D.C.                            |